# تارمو لینومائه
تارمو لینومائه (استونیایی: Tarmo Linnumäe؛ زادهٔ ۱۱ نوامبر ۱۹۷۱) بازیکن فوتبال اهل استونی بود.
از باشگاه‌هایی که در آن بازی کرده‌است می‌توان به باشگاه فوتبال تالین سادام، باشگاه فوتبال فلورا تالین، و باشگاه فوتبال تارتو تامکا اشاره کرد.
وی همچنین در تیم ملی فوتبال استونی بازی کرده‌است.